# تخته‌گاز (فیلم)
تخته گاز یک فیلم ایرانی به کارگردانی محمد آهنگرانی و تهیه کنندگی مسعود تکیه و سید محسن جاهد محصول سال ۱۳۹۷ است. این فیلم موضوعی کمدی اجتماعی دارد و در تهران فیلم‌برداری شده‌است.

## داستان
«سلیمان» قطار خنده را به قصد اثبات مرد بودنش در خانواده و جامعه تخته گاز می‌راند چرا که به هزار و یک دلیل زیر سوال قرار گرفته شده و او خود نیز به این امر واقف شده و درصدد رفع نواقص خود برآمده است در این مابین فضای شاد و مفرحی را برای مخاطبین به ارمغان می آورد در این مسیر فراز و نشیب هایی را پشت سر می‌گذارد و در ایستگاه‌های مختلف خنده توقفی می‌کند.

## اکران
تخته‌گاز در تاریخ ۱۹ دی‌ماه ۱۳۹۷ به سرگروهی سینما ایران اکران شد. نخستین اکران مردمی فیلم هم در تاریخ ۲۱ دی‌ماه با حضور بازیگران و عوامل فیلم برگزار شد.
در تاریخ ۲۸ دی ماه ۱۳۹۷ اکران مردمی فیلم در پردیس کورش برگزار شد.

## بازیگران
| بازیگر         | نقش            | توضیحات                                                                                               |
| -------------- | -------------- | --- |
| سام درخشانی    | سلیمان مردانی  | شوهر پروانه/پدر نگین و امیرعلی، دوست و همکار ستار، عاشق شادی، کارمند آژانس هواپیمایی، شوهر خواهر بهمن |
| کامبیز دیرباز  | ستار چلنگر     | دوست و همکار سلیمان، عاشق نسترن                                                                       |
| لیلا اوتادی    | نسترن          | همکار آژانس هواپیمایی، عاشق ستار                                                                      |
| الهام حمیدی    | پروانه         | همسر سلیمان/دوست شادی، مادر نگین و امیرعلی، خواهر بهمن                                                |
| داریوش فرهنگ   | مجد            | مدیر آژانس هواپیمایی                                                                                  |
| رز رضوی        | شادی           | دوست پروانه/معلم نگین/نویسنده/خواهر کیوان                                                             |
| نیما شاهرخ‌شاهی | کیوان          | برادر شادی/دوست نگین                                                                                  |
| بیژن بنفشه‌خواه | بهمن           | برادر پروانه، دایی نگین و امیرعلی، برادرزن سلیمان                                                     |
| شادی قنبری     | نگین مردانی    | دختر سلیمان و پروانه/دوست کیوان، خواهرامیرعلی، خواهرزاده بهمن                                         |
| منصور نواصری   | بن سالم        | مرد عرب                                                                                               |
| پرستو صالحی    | کاملیا         | کتاب فروش                                                                                             |
| نفیسه روشن     |                | دکتر روانشناس                                                                                         |
| عباس محبوب     | هوشنگ          | همسایه سلیمان                                                                                         |
| ساقی زینتی     |                | مادر سلیمان                                                                                           |
| سیامک اشعریون  |                | پدر سلیمان                                                                                            |
| مجید شهریاری   |                | کمک راننده اتوبوس                                                                                     |
| امیرعلی تکیه   | امیرعلی مردانی | پسر پروانه و سلیمان، برادر نگین، خواهرزاده بهمن                                                       |